# Niestierowskaja
Niestierowskaja (ros. Нестеровская) – miejscowość w Rosji, w Inguszetii. Według danych szacunkowych na rok 2025 liczy 18 614 mieszkańców.